# リヴィウ大学
リヴィウ国立大学（りゔぃうこくりつだいがく、英語: Ivan Franko National University of Lviv、公用語表記: Львівський національний університет імені Івана Франка）は、ウクライナ リヴィウ ウニヴェルシテツカ通り1番地に本部を置くウクライナの公立大学。1661年創立、1661年大学設置。大学の略称はLNU。

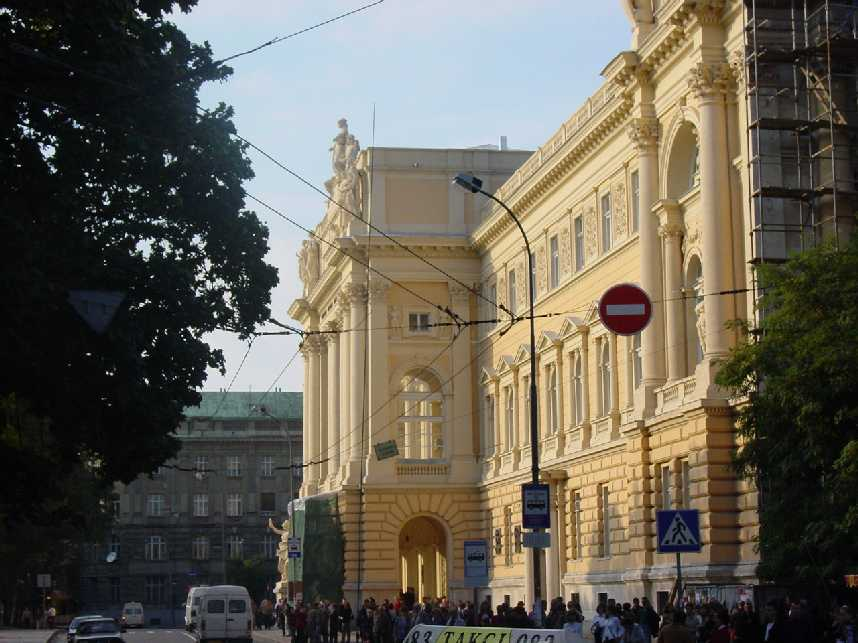
キャンパス本館

リヴィウ国立大学（ウクライナ語: Львівський національний університет імені Івана Франка、英語: Ivan Franko National University of Lviv）は、ウクライナのリヴィウに所在する公立大学である。ウクライナの作家、思想家、評論家、言語学者であるイヴァン・フランコを記念して名付けられ、正式名称は「イヴァン・フランコ記念リヴィウ国立大学」である。1661年に創立され、東ヨーロッパで最も古い大学の1つであり、ウクライナを代表する高等教育機関として知られる。

## 歴史
リヴィウ大学の起源は、1661年1月20日にポーランド王ヤン2世が、リヴィウにあったイエズス会系のギムナジウムを大学に昇格させたことに遡る。当初は神学、哲学、法学、医学の4学部で構成され、ポーランド・リトアニア共和国の重要な学術機関として発展した。
18世紀末、ハプスブルク帝国の支配下に入ると、大学はヨーゼフ2世の改革により一時的にギムナジウムに格下げされたが、1784年に再び大学として復活。19世紀にはポーランド語、ドイツ語、ラテン語で教育が行われ、ガリツィア地域の学術・文化の中心地となった。
第一次世界大戦後、1919年にポーランド第二共和国の一部としてヤン・カジミェシュ大学と改称。ポーランド語教育が強化され、著名な数学者ステファン・バナフらが活躍した。第二次世界大戦中、ソビエト連邦とナチス・ドイツの占領下で一時閉鎖されたが、1944年にソビエト体制下で再開。1940年にイヴァン・フランコの名を冠し、ウクライナ語教育が導入された。
1991年のウクライナ独立後、リヴィウ国立大学はウクライナの高等教育の中核として位置づけられ、国際的な研究・教育機関としての地位を確立。2000年に「国立大学」の称号を授与された。

## キャンパス
リヴィウ国立大学の主なキャンパスは、リヴィウ市中心部のウニヴェルシテツカ通り1番地に位置する。歴史的な本館は、1851年にハプスブルク時代に建設されたネオルネサンス様式の建物で、リヴィウのランドマークの一つである。他にも市内に複数の学部棟、図書館、研究施設、学生寮が点在する。

## 学部
リヴィウ国立大学は、以下の18学部を有する（2023年時点）：
- 応用数学・情報学部
- 生物学部
- 地理学部
- 地質学部
- 経済学部
- 電子工学・機械工学部
- 歴史学部
- ジャーナリズム学部
- 外国語学部
- 物理学部
- 法学部
- 化学学部
- 経営学部
- 国際関係学部
- 数学・機械工学部
- 文化学部
- 教師教育学部
- 哲学・心理学部

各学部は学士、修士、博士課程を提供し、ウクライナ語、英語、ポーランド語で授業が行われるプログラムもある。

## 研究と国際協力
リヴィウ国立大学は、ウクライナ国内外で高い研究評価を受けており、特に数学、物理学、化学、ウクライナ学の分野で顕著な業績を上げている。大学は約100の研究室と、天文台、植物園、地質博物館などの研究施設を運営。また、ボローニャ・プロセスに基づく欧州の教育基準を採用し、エラスムス・プラスやフルブライト・プログラムを通じて国際的な学生・研究者交流を推進している。
国際ランキングでは、QS世界大学ランキング2023で701-750位にランクインし、ウクライナ国内でトップクラスの評価を受けている。

## 著名な卒業生
リヴィウ国立大学は、多くの著名人を輩出している。以下は代表的な卒業生：
- ステファン・バナフ - 数学者、関数解析学の創始者
- イヴァン・フランコ - 作家、詩人、評論家、ジャーナリスト、大学の名前の由来
- ヤン・ウカシェヴィチ - 論理学者、哲学者、多値論理の提唱者
- ブルーノ・シュルツ - 作家、画家
- スヴャトスラウ・ヴァカルチュク - 歌手、音楽家（オケアン・エリズィのボーカル）
- オスタップ・スリヴィンスキー - 詩人、翻訳者
- レシ・クルバス - 演出家、劇作家、ベレズィーリ劇団の創設者[10]